# Marcianise
Marcianise – miejscowość i gmina we Włoszech, w regionie Kampania, w prowincji Caserta.
Według danych na rok 2004 gminę zamieszkiwało 39 878 osób, 1329,3 os./km².